# Međupodsavezna nogometna liga Zagreb 1963./64.
Međupodsavezna liga Zagreb je bila liga četvrtog stupnja nogometnog prvenstva Jugoslavije u sezoni 1963./64. 
 
Sudjelovalo je 12 klubova, a prvak je bila "Duga Resa". 

## Ljestvica
| mj. | klub                  | ut. | pob. | ner. | por. | gol+ | gol- | bod |
| --- | --------------------- | --- | ---- | ---- | ---- | ---- | ---- | --- |
| 1.  | Duga Resa             | 22  | 13   | 6    | 3    | 63   | 32   | 32  |
| 2.  | Proleter Karlovac     | 22  | 11   | 7    | 4    | 48   | 24   | 29  |
| 3.  | Drvodjelac Virovitica | 22  | 11   | 6    | 5    | 51   | 35   | 28  |
| 4.  | Zagorac Krapina       | 22  | 10   | 4    | 8    | 39   | 30   | 24  |
| 5.  | Vrbovec               | 22  | 9    | 4    | 9    | 47   | 36   | 22  |
| 6.  | Sloga Čakovec         | 22  | 11   | 0    | 11   | 48   | 53   | 22  |
| 7.  | Ivančica Ivanec       | 22  | 8    | 6    | 8    | 38   | 45   | 22  |
| 8.  | Graničar Virovitica   | 22  | 8    | 4    | 10   | 44   | 48   | 20  |
| 9.  | Radnik Petrinja       | 22  | 8    | 4    | 10   | 37   | 52   | 20  |
| 10. | Bjelovar              | 22  | 7    | 5    | 10   | 47   | 48   | 19  |
| 11. | Hajduk Pakrac         | 22  | 5    | 6    | 11   | 38   | 67   | 16  |
| 12. | Sloga Kostajnica      | 22  | 3    | 4    | 15   | 30   | 60   | 10  |

- Kostajnica tadašnji naziv za Hrvatsku Kostajnicu

## Rezultatska križaljka
| kratica | klub                  | BJE | DRV | DUR | GRA | HAJ | IVA | PRO | RAD | SLOČ | SLOK | VRB | ZAG |
| --- | --------------------- | --- | --- | --- | --- | --- | --- | --- | --- | ---- | ---- | --- | --- |
| BJE | Bjelovar              |     |     |     |     |     |     |     |     |      |      |     |     |
| DRV | Drvodjelac Virovitica |     |     |     |     |     |     |     |     |      |      |     |     |
| DUR | Duga Resa             |     |     |     |     |     |     |     |     |      |      |     |     |
| GRA | Graničar Virovitica   |     |     |     |     |     |     |     |     |      |      |     |     |
| HAJ | Hajduk Pakrac         |     |     |     |     |     |     |     |     |      |      |     |     |
| IVA | Ivančica Ivanec       |     |     |     |     |     |     |     |     |      |      |     |     |
| PRO | Proleter Karlovac     |     |     |     |     |     |     |     |     |      |      |     |     |
| RAD | Radnik Petrinja       |     |     |     |     |     |     |     |     |      |      |     |     |
| SLOČ | Sloga Čakovec         |     |     |     |     |     |     |     |     |      |      |     |     |
| SLOK | Sloga Kostajnica      |     |     |     |     |     |     |     |     |      |      |     |     |
| VRB | Vrbovec               |     |     |     |     |     |     |     |     |      |      |     |     |
| ZAG | Zagorac Krapina       |     |     |     |     |     |     |     |     |      |      |     |     |
| |                       |     |     |     |     |     |     |     |     |      |      |     |     |
| podebljan rezultat - utakmice od 1. do 11. kola (1. utakmica između klubova) rezultat normalne debljine - utakmice od 12. do 22. kola (2. utakmica između klubova) rezultat nakošen - nije vidljiv redoslijed odigravanja međusobnih utakmica iz dostupnih izvora rezultat smanjen * - iz dostupnih izvora nije uočljiv domaćin susreta prekrižen rezultat - poništena ili brisana utakmica p - utakmica prekinuta 3:0 p.f. / 0:3 p.f. - rezultat 3:0 bez borbe |                       |     |     |     |     |     |     |     |     |      |      |     |     |

 Izvori:

## Unutarnje poveznice
- Zagrebačka zona 1963./64.
- Podsavezna liga Karlovac 1963./64.
- Podsavezna liga Koprivnica 1963./64.